# 城阳乡 (彭阳县)
城阳乡，是中华人民共和国宁夏回族自治区固原市彭阳县下辖的一个乡镇级行政单位。

## 行政区划
城阳乡下辖以下地区：
刘河村、城阳村、长城村、涝池村、陈沟村、韩寨村、杨坪村、沟圈村、北塬村和杨塬村。